# The Flying Wallendas
The Flying Wallendas é um grupo de artistas dublês, mais conhecidos por realizar atos de alta tensão sem redes de segurança. Eles eram conhecidos como The Great Wallendas, mas o nome atual foi cunhado pela imprensa na década de 1940 e permanece desde então.

## História

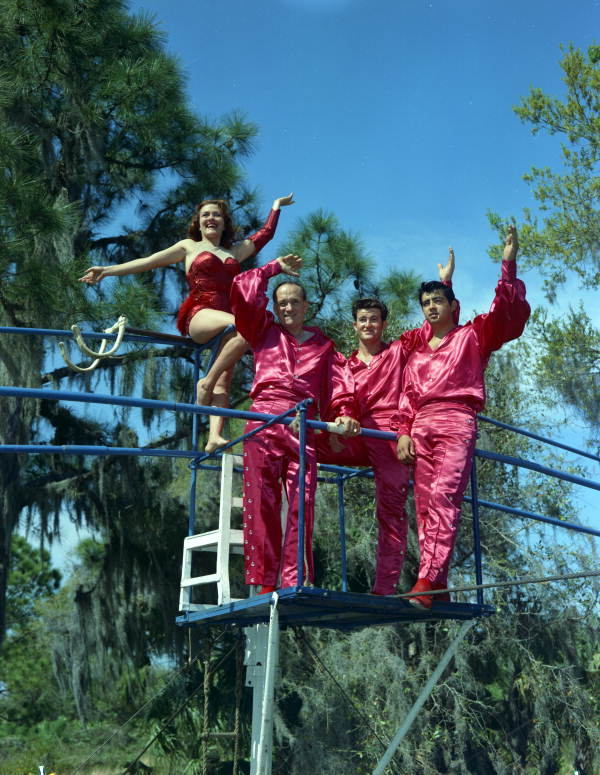
Carla Wallenda, Karl Wallenda, Raymond Chitty e Richard Guzman (marido de Carla), c. 1965

Karl Wallenda nasceu em Magdeburg, Alemanha, em 1905, em uma antiga família de circo e começou a se apresentar aos seis anos de idade. Ainda na adolescência, ele respondeu a um anúncio de "balanceador de mão com coragem". Seu empregador, Louis Weitzman, ensinou-lhe o negócio. Em 1922, Karl montou seu próprio show com seu irmão Herman, Joseph Geiger, e uma adolescente, Helen Kreis, que acabou se tornando sua esposa.
O grupo viajou pela Europa por vários anos, realizando algumas acrobacias incríveis. Quando John Ringling os viu se apresentarem em Cuba, ele rapidamente os contratou para se apresentar no Ringling Brothers e no Barnum & Bailey Circus. Em 1928, eles estrearam no Madison Square Garden. O ato foi realizado sem rede, e a multidão aplaudiu de pé.
Em 1944, enquanto os Wallendas se apresentavam em Hartford, Connecticut, um incêndio de circo irrompeu, matando mais de 168 pessoas. Nenhum dos Wallendas foi ferido.
Nos anos seguintes, Karl desenvolveu alguns de seus atos mais impressionantes, como a pirâmide de sete pessoas. Eles continuaram realizando esses atos até 30 de janeiro de 1962, quando, enquanto se apresentavam no Shrine Circus, no State Fair Coliseum de Detroit, o homem da frente do fio (Dieter Schepp) vacilou e a pirâmide entrou em colapso. Três deles caíram no chão, matando Richard Faughnan, genro de Wallenda; e o sobrinho, Dieter Schepp. Karl machucou a pélvis e seu filho adotivo, Mario, ficou paralisado da cintura para baixo. A irmã de Dieter, Jana Schepp, soltou o fio para cair na rede de segurança rapidamente levantada, mas ricocheteou e sofreu um ferimento na cabeça.
Outras tragédias incluem quando a cunhada de Wallenda, Rietta, morreu em 1963, e seu genro Richard ("Chico") Guzman foi morto em 1972 depois de tocar em um fio elétrico ao mesmo tempo em que segurava parte de metal do aparelhamento. No entanto, Karl decidiu continuar. Ele repetiu o ato da pirâmide em 1963 e 1977. Karl continuou se apresentando com um grupo menor e fazendo atos solo.
Karl Wallenda atravessou o desfiladeiro de Tallulah, na Geórgia, em alta velocidade, em 18 de julho de 1970.
Em 22 de março de 1978, durante uma caminhada promocional em San Juan, Porto Rico, Karl Wallenda caiu do fio e morreu. Ficava entre as torres do Condado Plaza Hotel, a trinta metros de altura. Ele tinha 73 anos. Nik Wallenda completou a caminhada em 4 de junho de 2011, com sua mãe, Delilah.
Em 5 de março de 1993, o neto de Karl, Mario B. Wallenda (que não deve ser confundido com o filho adotivo de Karl) morreu de complicações da Aids aos 36 anos. Ele havia testado positivo para HIV em julho de 1990.
Em 15 de outubro de 2008, Nik quebrou o recorde mundial de maior e mais longa viagem de bicicleta em um show ao vivo no Today da NBC.
Nik Wallenda se tornou o primeiro aéreo a caminhar diretamente sobre as Cataratas do Niágara em 15 de junho de 2012, dos Estados Unidos ao Canadá. Vestindo um cinto de segurança, conforme exigido pela televisão ABC, ele atravessou o ponto mais largo do rio.
Nik Wallenda é o primeiro aéreo a andar sobre o Little Colorado River Gorge no Grand Canyon. O evento foi transmitido ao vivo no Discovery Channel. Ele usou um fio de duas polegadas e fez a jornada sem um arnês ou rede de segurança. O canyon tem 430 metros de largura e 460 metros de profundidade.
Existem vários ramos das Wallendas atuando hoje, incluindo principalmente netos de Karl Wallenda. Eles ainda se apresentam regularmente e obtiveram reconhecimento no Guinness Book of Records. Em 2 de novembro de 2014, Nik cruzou com sucesso entre dois arranha-céus de Chicago, a torre oeste de Marina City e o Leo Burnett Building. Depois de realizar esse feito, ele atravessou com sucesso as duas torres de Marina City enquanto usava uma venda nos olhos em condições de frio com ventos fortes. Ele estabeleceu dois recordes mundiais, um para a inclinação mais alta, 19 graus, entre a torre oeste e o edifício Leo Burnett e outro para a maior caminhada de arame com os olhos vendados entre as duas torres de Marina City. Ambos os cruzamentos foram transmitidos ao vivo no Discovery Channel.
Em fevereiro de 2017, um ensaio do ato de pirâmide de oito pessoas da trupe para o Circus Sarasota (uma tentativa de um novo recorde mundial do Guinness para altura) ficou errado quando a pirâmide entrou em colapso, caindo cinco dos artistas no chão enquanto outros três, incluindo Nik Wallenda, conseguiu agarrar-se ao fio. Milagrosamente ninguém foi morto, mas todos os cinco artistas foram gravemente feridos: a irmã de Nik, Lijana Wallenda, sofreu os piores ferimentos, quebrando quase todos os ossos de seu rosto.
Nik e Lijana se tornaram os primeiros indivíduos a atravessar com sucesso a Time Square de Nova York em uma corda bamba, 25 andares acima do nível da rua, em 23 de junho de 2019. A dupla atravessou as extremidades opostas do fio, que media 396 metros de comprimento e foi suspensa entre 1 Times Square e 2 Times Square. A cena foi transmitida ao vivo pela ABC e marcou o retorno de Lijana à performance ao vivo desde o acidente. Para a performance, os dois Wallendas usavam cintos de segurança, apesar da objeção de longa data da família ao uso de dispositivos de segurança. Em contraste com suas declarações durante sua caminhada nas Cataratas do Niágara, Nik Wallenda admitiu que achava importante o uso de um arnês para a primeira caminhada de Lijana desde o outono.

## Membros notáveis da família
- Karl Wallenda (21 de janeiro de 1905 - 22 de março de 1978) foi o fundador e líder do grupo até morrer em 1978. Ele tinha 73 anos.
- Nikolas e Erendira Wallenda, bisneto de Karl e sua esposa se apresentaram com os Ringling Brothers e Barnum & Bailey Circus até sua última apresentação em 2017. Ele é um Wallenda da sétima geração. Erendira vem da família Flying Vasquez de trapezistas. Eles têm três filhos, Yanni, Amadaos e Evita Wallenda, que também estão aprendendo o negócio da família.

## Na cultura popular
- Em 1978, The Great Wallendas, um filme feito para a TV sobre a família, foi ao ar.[13]
- Em 1983, no episódio Family Ties, intitulado "Margin of Error", quando Steve confronta Alex sobre gastar o dinheiro de seu pai em ações, ele diz que é um estudante do ensino médio, não um "Flying Wallenda".
- Em agosto de 2003, no oitavo episódio da sexta temporada de Sex and the City, Stanford brinca com Carrie comparando uma peça que ela está escrevendo sobre o trapézio voador com "seus dias como uma Wallenda voadora".
- Em 2004, o álbum Flatlanders Wheels of Fortune incluiu a música de Joe Ely "Indian Cowboy", gravada anteriormente por Guy Clark, Tom Russell, Townes van Zandt e Kathy Moffett; a música começa com a frase "Se você já foi ao circo, onde os Wallendas andam na corda bamba".
- Em dezembro de 2008, a TLC exibiu um documentário de uma hora sobre Tino e a família Wallenda, produzido por Jen Stocks para a Figura 8 Filmes.
- Em 2010, a banda country alternativa Drive-By Truckers gravou uma música, "The Flying Wallendas", sobre o ato do circo. Aparece em seu álbum The Big To-Do.[14]
- As agendas voadoras mencionadas em Dead Like Me - "Send in the Clown" (25 de julho de 2004)
- A morte de Rietta Wallenda é referenciada na terceira temporada de Mad Men, episódio 2.
- Em um episódio de Days of Our Lives que foi ao ar em 26 de julho de 2012, Nicole Walker brinca dizendo que não dá a "Flying Wallenda" o que Victor Kiriakis pensa, uma referência ao ato circense.
- O produtor eletrônico Andrew Weatherall escreveu a música "Let's Do The 7 Again" de seu álbum A Pox on the Pioneers sobre a trágica tentativa dos Wallendas na pirâmide de sete fios em 1962, e seu triunfo por ter sucesso ao tentar novamente em 2008.
- The Legendary Buck 65 detalha a história da família em uma faixa sobre The Flying Wallendas em seu projeto gratuito de 3 álbuns Dirtbike.
- As Wallendas foram mencionadas no filme de 2013 The Wolf of Wall Street.
- Em 2014, os Wallendas foram referenciados na "Tibetan Peach Pea", uma coleção de relatos autobiográficos de Tom Robhins.
- As Wallendas são mencionadas algumas vezes em "O Livro da Especulação", de Erika Swyler, publicado em 2015.
- Em 21 de junho de 2017, o programa de Steve Harvey, Little Big Shots: Forever Young, com ex-prodígios (um spinoff de seu programa Little Big Shots) foi ao ar no seu primeiro episódio. Uma pessoa em destaque foi Carla Wallenda (aos 81 anos), que subiu em um poste trêmulo e fez acrobacias enquanto estava suspensa muito acima do solo.
- Os apanhadores de beisebol da Major League Bengie, Jose e Yadier Molina, que são todos irmãos, são conhecidos coletivamente como "The Catching Molinas" - uma brincadeira com o nome de Flying Wallendas.
- Em 1979, a autora de fantasia Marion Zimmer Bradley lançou o romance " The Catch Trap", que muitos acreditavam ser vagamente baseado na história da família Wallenda.